# Терминатор (филм)
Терминатор (енгл. The Terminator) је амерички акционо-научнофантастични филм из 1984. Филм је режирао Џејмс Камерон а главне улоге тумаче Арнолд Шварценегер, Линда Хамилтон, Мајкл Бин, док споредне улоге тумаче Ленс Хенриксен и Пол Винфилд.
Филм се дешава 1984. где Шварценегер глуми киборга убицу послатог из 2029. где се дешава рат између робота и људи. Терминаторова улога је да убије Сару Конор, чији син треба да постане командант људских снага у будућности. Такође, из будућности је послат и војник Кајл Рис, чија је улога да је заштити.

## Радња
Године 1984. у Лос Анђелесу, киборг убица, познат као Терминатор, допутује уназад кроз време из пост-апокалиптичне 2029. године. Кајл Рис, војник послат уназад кроз време из исте године, стигне убрзо затим. Терминатор почне систематски да убија жене по имену Сара Конор, чије адресе налази у телефонском именику, а којих у Лос Анђелесу има три. Убивши прве две, Терминатор се упути на адресу последње Саре Конор, која ради као конобарица и његова је права мета, али је она изашла у град. Терминатор убије Сарину цимерку Џинџер, мислећи да је то Сара, и њеног дечка Мета. Међутим, Сара, видевши на телевизији вест о убиству своје две имењакиње, са јавне говорнице остави поруку за Џинџер, коју Терминатор пресретне. Коначно, своју мету пронађе у ноћном клубу, али је Кајл спасе. Њих двоје украду аутомобил и побегну, док им је Терминатор за петама у полицијском аутомобилу.
Док се скривају на паркингу, Кајл објашњава Сари да ће одбрамбена мрежа опремљена вештачком интелигенцијом, Скајнет, коју је произвела компанија Сајбердајн Системс, постати свесна саме себе у блиској будућности и отпочети нуклеарни холокауст. Сарин будући син Џон ће ујединити преживеле и предводити људски покрет отпора против Скајнета и његове армије машина. Пошто је Отпор био на рубу победе, Скајнет је послао Терминатора уназад кроз време да убије Сару пре него што је Џон рођен, да би спречио формирање Отпора. Терминатор, модел 101 компаније Сајбердајн Системс, је ефикасна машина за убијање са моћним металним ендоскелетом и спољашњим слојем живог ткива, због чега га је немогуће визуелно разликовати од човека.
Након још једног сусрета са Терминатором, Кајл и Сара су приведени у полицијску станицу, где детективи и криминалистички психолог, др Силберман, закључују да је Кајл луд и параноичан. Терминатор нападне полицијску станицу, убијајући полицајце у покушају да лоцира Сару. Кајл и Сара побегну, украду други аутомобил и сакрију се у једном мотелу, где праве импровизоване цевне бомбе и планирају свој следећи потез. Кајл призна Сари да је заљубљен у њу откако му је Џон дао њену фотографију и да је због ње путовао кроз време; Сара узвраћа нежношћу и њих двоје воде љубав.
Терминатор убије Сарину мајку и говори њеним гласом када Сара, не знајући за Терминаторову способност да говори туђим гласовима, покуша да је контактира путем телефона. Када схвате да их је Терминатор лоцирао, Кајл и Сара побегну у пикапу, док Терминатор јури за њима на мотору. У јурњави, Кајл бива рањен из ватреног оружја док баца импровизоване бомбе на Терминатора. Разгневљена, Сара сруши Терминатора са мотора, али сама изгуби контролу над камионетом, који се преврне. Терминатор, сада већ окрвављен и тешко оштећен, отме цистерну за бензин и покуша да њоме прегази Сару, али му Кајл убаци цевну бомбу у цев за шмрк, изазивајући експлозију која спржи слој живог ткива са Терминаторовог ендоскелета, али он незаустављиво наставља даље и прати их у оближњу фабрику, где Кајл активира машинерију како би збунио Терминатора. Кајл заглави своју последњу цевну бомбу у Терминаторов струк, откинувши му обе ноге и једну руку, ком приликом и сам погине, а Сара бива повређена. Остатак Терминаторовог скелета се реактивира и зграби Сару. Сара успева да се ослободи и намами га под хидрауличну пресу, у којој га згњечи и коначно деактивира.
Неколико месеци касније, трудна Сара вози кабриолет кроз Мексико, снимајући аудио касете, с намером да их остави свом нерођеном сину Џону. На бензинској пумпи, један дечак је слика инстант фотоапаратом, а она купи ту слику - исту ону коју ће Џон дати Кајлу.

## Улоге
| Глумац              | Улога                           |
| ------------------- | ------------------------------- |
| Арнолд Шварценегер  | Терминатор                      |
| Мајкл Бин           | Кајл Рис                        |
| Линда Хамилтон      | Сара Конор                      |
| Пол Винфилд         | поручник Ед Тракслер            |
| Ленс Хенриксен      | детектив Хал Вукович            |
| Ерл Боен            | др Питер Силберман              |
| Бес Мота            | Џинџер Вентјура                 |
| Рик Росович         | Мет Бјукенон                    |
| Дик Милер           | продавац у продавници оружја    |
| Вилијем Вишер Млађи | полицајац у аутомобилу "1 Л-19" |

## Одјек
Филм је био замишљен са ниским буџетом, и коштао је 6,4 милиона долара, али је донео 38.371.200 долара саму у САД, укупан приход је био 78 милиона долара. Он је један од најбоље запамћених остварења из 1984. године.